# 韓元善
韩元善（？—1352年），字大雅，汴梁路太康县（今河南省太康县）人。元朝大臣，元顺帝时中书左丞。
韩元善由国子生转任新州判官，擢升为江南行台监察御史、中书省左司郎中、吏部侍郎、吏部尚书、佥枢密院事。至正三年（1343年），担任中书省参知政事，至正五年（1345年），出为江南行御史台中丞，转任燕南肃政廉访使。至正九年（1343年），担任中书省左丞，同知经筵事。至正十一年（1351年），因为丞相脱脱上奏汉人不能参与兵机，他和参知政事韩镛都被解职。他和右丞玉枢虎儿吐华同分省彰德，掌管粮饷。次年，从御史大夫也先帖木儿攻打汝宁府起义军，不久之后病故。

## 延伸阅读
[在维基数据编辑]
 《元史·卷184》，出自宋濂《元史》
 《新元史/卷196》，出自柯劭忞《新元史》